# HMS Hurworth (L28)
Pour les autres navires du même nom, voir HMS Hurworth.
Le HMS Hurworth (pennant number L28) est un destroyer d'escorte de classe Hunt de type II construit pour la Royal Navy pendant la Seconde Guerre mondiale

## Construction
Le Hurworth est commandé le 20 décembre 1939 dans le cadre du programme d'urgence de la guerre de 1939 pour le chantier naval de Swan Hunter and Wigham Richardson Ltd. de Wallsend-on-Tyne en Angleterre sous le numéro J4207. La pose de la quille est effectuée le 16 avril 1941, le Hurworth est lancé le 16 avril 1941 et mis en service le 5 octobre 1941.
Il est parrainé par la communauté civile de Stockton-on-Tees dans le comté de Durham pendant la campagne nationale du Warship Week (semaine des navires de guerre) en mars 1942.
Les navires de classe Hunt sont censés répondre au besoin de la Royal Navy d'avoir un grand nombre de petits navires de type destroyer capables à la fois d'escorter des convois et d'opérer avec la flotte. Les Huntde type II se distinguent des navires précédents type I par une largeur (Maître-bau) accru afin d'améliorer la stabilité et de transporter l'armement initialement prévu pour ces navires.
Le Hunt type II mesure 80,54 m de longueur entre perpendiculaires et 85,34 m de longueur hors-tout. Le Maître-bau du navire mesure 9,60 m et le tirant d'eau est de 3,51 m. Le déplacement est de 1070 t standard et de 1510 t à pleine charge.
Deux chaudières Admiralty produisant de la vapeur à 2100 kPa et à 327 °C alimentent des turbines à vapeur à engrenages simples Parsons qui entraînent deux arbres d'hélices, générant 19 000 chevaux (14 000 kW) à 380 tr/min. Cela donné une vitesse de 27 nœuds (50 km/h) au navire. 281 t de carburant sont transportés, ce qui donne un rayon d'action nominale de 2 560 milles marins (4 740 km) (bien qu'en service, son rayon d'action tombe à 1 550 milles marins (2 870 km)).
L'armement principal du navire est de six canons de 4 pouces QF Mk XVI (102 mm) à double usage (anti-navire et anti-aérien) sur trois supports doubles, avec un support avant et deux arrière. Un armement antiaérien rapproché supplémentaire est fourni par une monture avec des canons quadruple de 2 livres "pom-pom" MK.VII et deux  canons Oerlikon de 20 mm Mk. III montés dans les ailes du pont. Les montures jumelles motorisées d'Oerlikon sont remplacées par des Oerlikons simples au cours de la guerre. Jusqu'à 110 charges de profondeur pouvaient être transportées,. Le navire avait un effectif de 168 officiers et hommes,.

## Histoire

### Seconde guerre mondiale
La première opération du Hurworth consiste à faire partie de l'escorte amenant le prince Olav de Norvège de Scapa Flow à Scrabster. En compagnie du destroyer Exmoor et du navire de transport de troupes Rangitata, ils vont à Gibraltar le 1er décembre 1941. Le Rangitata repart pour Freetown avec le Hurworth et deux autres destroyers, le Vidette et le Highlander. Ils sont rejoints le 18 décembre par le Brilliant et arrivent au port à Noël.
Après avoir effectué des escortes entre Freetown et Le Cap, le Hurworth va à Suez puis intègre la 5e flottille de destroyers basée à Alexandrie le 6 février 1942.
Le Hurworth escorte les navires marchands entre Malte et Tobrouk. Il sert à la défense de Marsa Matruh en août 1942. Il escorte les navires marchands qui ont déchargé pour leur retour à partir d'Alexandrie. Dans la nuit du 30 octobre 1942, le destroyer britannique HMS Petard, qui protège un convoi, découvre le sous-marin allemand U 559 et le pousse à faire surface au large de la côte égyptienne. Les grenades anti-sous-marines des destroyers HMS Pakenham, HMS Hurworth et HMS Dulverton soutiennent cet effort. L'équipage allemand doit abandonner le navire, quatre membres sont morts dans les explosions ou noyés.
En novembre, le Hurworth, ainsi que neuf autres navires, dans le cadre de l'opération Stone Age, accompagnent le convoi MW 13 à Malte. Assez étonnamment, les navires arrivent à l'île tranquillement le 19 novembre. Le voyage du retour à Alexandrie voit plusieurs attaques aériennes infructueuses. Le Hurworth prend part à d'autres opérations d'escorte de convoi en décembre, la plupart du temps à Malte ; seul le MW 16 est détourné à Benghazi.
En mai 1943, le Hurworth est intégré à l'opération Retribution, qui doit empêcher le retrait des troupes allemandes de Tunisie et d'Algérie en Sicile et en Italie. En restant avec la 22e flottille, le navire doit faire partie de l'opération Husky, l'invasion de la Sicile, mais des problèmes de chaudières le bloquent à Malte. Arrivé sur l'île italienne, il appuie l'attaque et fait débarquer des troupes sur ACID beach.
Après la capitulation de l'Italie, le destroyer reprend les missions d'escorte de convoi. Il n'est pas présent à Salerne, mais est à Malte lorsque la flotte italienne, faite de deux cuirassés, de deux croiseurs et d'un destroyer, arrive après sa reddition. Il continue d'escorter jusqu'au 15 septembre.
Il part alors accompagner le Croome, qui transporte trois cents soldats d'infanterie de Haïfa à Portolago dans une tentative de contrecarrer les efforts allemands pour récupérer les îles grecques auparavant occupées par l'Italie. Lors d'une opération de soutien de l'attaque à Kos, le Hurworth subit un tir qui tue un membre d'équipage.
Le Hurworth quitte Alexandrie le 21 octobre 1943 pour faire partie de la force d'attaque dans les îles du Dodécanèse. Le lendemain, avec les navires juste à côté de la côte turque neutre, le destroyer grec Adrias touche une mine et est gravement endommagé. Le Hunworth va vers lui mais subit le même sort, l'explosion casse le navire en deux. Les deux parties coulent en 15 minutes à la position géographique de 36° 59′ N, 27° 06′ E. Il y a 113 morts et 85 survivants. Le destroyer Adrias arrive à retourner le 6 décembre au port d'Alexandrie[réf. nécessaire].

### Honneurs de bataille
- ATLANTIC 1941
- LIBYA 1942
- SIRTE 1942
- MEDITERRANEAN 1942
- MALTA CONVOYS 1942
- SICILY 1943
- AEGEAN 1943

### Commandements
- Lieutenant (Lt.) John Travis Beaufoy Birch (RN) du 18 août 1941 au 24 mars 1943
- Commander (Cdr.) Royston Hollis Wright (RN) du 24 mars 1943 au 22 octobre 1943